# Soul Feet
Soul Feet er det andet album af den danske soul/rockgruppe Henning Stærk Band, der blev udgivet i 1985 på Genlyd. Albummet er produceret af Billy Cross og består af klassiske soulnumre og nye numre skrevet af blandt andre Cross,  Lars Muhl og Nils Maaetoft.

## Spor
| #   | Titel                                | Sangskriver(e)                         | Længde |
| --- | ------------------------------------ | -------------------------------------- | ------ |
| 1.  | "Givin' it Up for Your Love"         | Jerry Lynn Williams                    | 3:45   |
| 2.  | "Soothe Me"                          | Sam Cooke, arrangeret af Henning Stærk | 2:52   |
| 3.  | "Good News Travels Fast"             | Jerry Lee Lewis                        | 2:40   |
| 4.  | "Take You to the Top"                | Billy Cross                            | 4:08   |
| 5.  | "Born Again"                         | Johnnie Taylor                         | 4:06   |
| 6.  | "Soul Feet"                          | Niels Mathiasen                        | 2:12   |
| 7.  | "He Don't Love You"                  | Robbie Robertson                       | 3:33   |
| 8.  | "Crazy 'Bout You, Baby"              | Michael Perbøll, Stærk, L. P. Simonsen | 2:37   |
| 9.  | "Trying to Live My Life Without You" | Eugene Williams                        | 3:54   |
| 10. | "Solid as a Rock"                    | Nils Maaetoft                          | 2:37   |
| 11. | "Our Love Will Last Forever"         | Lars Muhl                              | 3:22   |

## Medvirkende
Henning Stærk Band
- Henning Stærk – vokal, guitar
- Palle Torp – guitar, kor
- Michael Perbøll – keyboards
- Anders "Nold" Petersen – bas
- Bent Styver – kor, percussion
- Niels Mathiasen – saxofon, kor
- Jens Christian Jensen – saxofon
- Claes Antonsen – trommer

Øvrige musikere
- Billy Cross – guitar
- Niels Hoppe – saxofon
- Jytte Pedersen – kor
- Rikke Sinding – kor
- Susan Ohrt – kor

Produktion
- Billy Cross – producer, lydmiksning (spor 2– 10 i Werner Studio, København)
- Tom Rønlow Andersen – lydtekniker, lydmiksning (spor 1, 11 i Feedback Recording, Viby J.)
- Jørgen Knub – lydmiksning (spor 2– 10 i Werner Studio)
- Jesper Bay – lydmiksning (spor 1, 11 i Feedback Recording)
- Henning Stærk – lydmiksning (spor 1, 11 i Feedback Recording)
- Claes Antonsen – lydmiksning (spor 1, 11 i Feedback Recording)
- Flemming Jönsson – albumcover
- Steen Tronsgaard – albumcover